# Элбертвилл (аэропорт)
Региональный аэропорт Элбертвилл (англ. Albertville Regional Airport), (FAA LID: 8A0) также известный, как аэродром имени Томаса Дж. Брамлика — государственный гражданский аэропорт, расположенный в пяти километрах к юго-западу от центральной части города Элбертвилл (Алабама, США). Прежнее название аэропорта — Муниципальный аэропорт Элбертвилл.

## Общие сведения
Региональный аэропорт Элбертвилл был открыт Федеральным управлением гражданской авиации США в июле 1962 года.

## Операционная деятельность
Аэропорт занимает площадь в 31 гектар, расположен на высоте 315 метров над уровнем моря и эксплуатирует одну взлётно-посадочную полосу:
- 5/23 размерами 1864 х 30 метров с асфальтовым покрытием.

В период с 19 июля 2006 по 19 июля 2007 года региональный аэропорт Элбертвилл обработал 25 400 операций по взлётам и посадкам воздушных судов (в среднем 69 операций ежедневно), из них 22 % пришлось на рейсы авиации общего назначения и 78 % — на региональные рейсы. В данный период в аэропорту базировалось 53 воздушных судна, из которых 72 % — однодвигательные самолёты, 17 % — многодвигательные, 6 % — реактивные лайнеры и 6 % — вертолёты.